# 대한 아동학대방지협회
대한아동학대방지협회(구 아동학대방지시민모임, 구 하늘소풍, 하늘로 소풍간 아이를 위한 모임)는 아동학대를 추방하고 아이를 존중받고 아동학대로부터 안전한 대한민국을 만들려는 목적으로 설립된 자발적인 시민단체이며, "아시모"라고도 불린다. 아동학대 처벌 강화 목적이 달성되고 아동학대 관련 법률이 통과되면서 점차 모임으로 자리를 잡다가 2015년 7월 7일, 정회원제를 도입하면서 본격적인 시민모임 형태로 성장하게 되었다.

## 배경
2013년, 울산 울주군 여아 학대 사망사건과 관련하여 첫 기자회견과 집회를 시작으로, 재판과 수사를 거듭할수록 참가인원이 증가하면서 이 시민단체는 더욱 더 성장하였다. 그리고 재판기간동안 울산계모와 칠곡계모 등에게 살인죄를 적용하라며 시위가 벌어졌고, 이 때문에 재판 형량에도 상당한 영향을 미쳤다고 한다. 하지만 1심에서 울산계모에게 징역 15년, 칠곡계모에게 징역 10년이 선고되자, 시민단체 회원들이 탄식하기도 했다.
이후 아시모(前 하늘소풍)은 항소심에서 더욱더 시위와 집회등 강력한 힘을 발휘하였고, 마침내 항소심에서 살인죄를 인정하는데 성공하자, 이후 시민단체는 아동학대로부터 어린이를 보호하고 대변하는 단체로 성장하게 된다.

### 목적과 이념
울산계모 학대사건이 일어난 이후 2013년 11월 6일, 공혜정 대표에 의해 개설되어 주부들이 자발적으로 참여하면서 하늘소풍이 탄생을 하였고, 단체의 설립취지와 배경은 아동학대로부터 어린이를 보호하고, 아동학대를 한 가해자에게 강력한 처벌과 동시에 아동학대로부터 안전한 사회를 만들자는 취지로, 그동안 아동학대로 인한 솜방망이 처벌을 보고만 있을수는 없다는 것이다.

### 조직과 인원
초기에 공혜정씨(공쌤)가 하늘소풍 매니저로 있었다가, 아동학대 사건 주요인물들이 처벌되고 아동학대 방지법 국회 통과가 달성되자 아동학대 방지에 전념하다가 2014년 10월 21일에 민정숙씨(도매니저)에게 매니저를 위임했다. 2015년 7월 7일에 정회원제로 전환되어 일반회원과 정회원으로 나뉘었으며, 2016년 10월 공혜정씨가 다시 매니저로 취임하여 아동학대방지활동에 전념하여 2018년 12월 31일, 사단법인 허가를 취득하여 2020년 1월 현재 사단법인 대한아동학대방지협회로 활동하고 있다.

## 활동

### 울산계모와 칠곡계모 살인죄 처벌 요구
2013년 12월부터 2015년 9월까지 울산지방법원 앞에서 하늘소풍 회원들이 울산계모에게 살인죄를 적용해 사형을 요구하라며 시위와 집회를 벌여왔으며, 대구지방법원에서도 칠곡계모의 임씨와 김모씨에게 살인죄로 처벌을 요구하는 시위가 있었다. 1심에서부터 항소, 상고심까지 하늘소풍(現 아시모) 회원들이 자발적으로 집회를 열고 아동학대 중단에 살인죄 처벌등을 줄기차게 요구하며 활동해왔다.

### 아동학대 처벌 강화 및 방지를 위한 사진전
국회의원이 주최, 하늘소풍이 주관한 사진전이 열렸으며, 국회에서 아동학대의 경각심을 일깨워주는 계기가 되었고 이를 계기로 아동학대 관련 법안들이 쏟아져 나왔다.

### 토론회 참여
하늘소풍이 결성한지 2달만에 국회에서 열린 간담회를 수차례나 참여하였으며, 또 아동학대착한신고캠페인 선포식에 참석하는등 수차례나 아동학대 방지를 위한 다양한 활동을 전개하였다. 이후 중앙아동보호전문기관 및 대법원 사법개혁위원회와의 간담회 등을 통해 아동학대 방지를 위한 제도적 시스템 혁신을 위해 노력하고 있다

### 기타
이 단체는 아동학대 주요 사건에 대한 지원 및 서명운동, 간담회등 다양한 행사를 주관 혹은 주최하였으며, 아동학대가 얼마나 위험한지를 보여주기 위해 이벤트를 개최하기도 했다.

## 비판
2014년 7월, 하늘소풍이 피해자는 학대로 죽은 아이들 뿐이라는 것을 천명하자 일부 피해 아동 친모들이 반발하여 당시 매니저를 모함하는 사태가 벌어지면서 분열이 일어났고  일부 친모회원 등이 이탈하였다.
2021년 1월 대아협은 정치와는 무관하며 오로지 학대 아동을 위해 존재하고 활동한다는 것을 공혜정 대표가 여러 차례 밝혔으나 카페 내에서 정치를 자꾸 언급하는 사람들이 있었고 그 몇 명이 탈퇴하는 일이 있었다.

## 같이 보기
- 울산 울주군 여아 학대 사망사건
- 칠곡 계모 아동학대 사망 사건